# Condalia sonorae
Condalia sonorae är en brakvedsväxtart som beskrevs av James Solberg Henrickson. Condalia sonorae ingår i släktet Condalia och familjen brakvedsväxter. Inga underarter finns listade i Catalogue of Life.